# Kuen (Familienname)
Kuen ist ein in Süddeutschland, Westösterreich, Südtirol und der Schweiz verbreiteter Familienname.

## Etymologie
Der Familienname Kuen geht in erster Linie auf die patronymische, selten auch metronymische Benennung nach einer deutschen Rufnamenkurzform mit dem Namensbestandteil althochdeutsch kuoni, altsächsisch kōni „kühn“ (bspw. Konrad, Kunibert oder auch Kunigunde) zurück. Sprachgeschichtlich ist er damit mit dem Familiennamen Kuhn identisch. Die im bairisch-österreichischen Sprachraum vorkommenden Familiennamen Kain, Kaindl, Kainz sind sprachgeschichtlich eine Variante von Kuen.
In Einzelfällen kann auch eine Benennung nach dem aus mittelhochdeutsch küen, küene „kühn, mutig, dreist“ gebildeten Übernamen, der das Wesen des ersten Namenträgers bezeichnet, vorliegen.

## Verbreitung
In Deutschland sind 125 Namensträger nachgewiesen, vornehmlich im Süddeutschland. In Österreich konnten mittels Erhebung über Telefonanschlüsse 338 Namensträger festgestellt werden.

## Namensträger
- Alfred Kuen (* 1921), französischer Religionslehrer und Autor
- Andreas Kuen (* 1995), österreichischer Fußballspieler
- Dionys Kuen (1773–1852), deutscher Verleger und Mundartdichter
- Eduard Kuen (1850–1905), deutscher Politiker (Zentrum)
- Eva Kuen (* 1968), italienische Schauspielerin, Regisseurin und Sängerin
- Felix Kuen (1936–1974), österreichischer Bergsteiger
- Fidel Kuen (1803–1878), deutscher Verwaltungsbeamter
- Franz Anton Kuen (1679–1742), österreichischer Bildhauer
- Franz Martin Kuen (1719–1771), deutscher Maler
- Hans Georg Kuen (1642–1691), österreichischer  (Vorarlberg) Architekt
- Heinrich Kuen (1899–1989), deutsch-österreichischer Romanist und Sprachwissenschaftler
- Hermann Kuen (1921–2009), deutscher Dirigent
- Johann Jakob Kuen von Belasy († 1586), Erzbischof von Salzburg
- Johannes Kuen (1606–1675), deutscher katholischer Dichter des Barock
- Markus Kuen († 1565), Bischof von Olmütz
- Maximilian Kuen (* 1992), österreichischer Straßenradrennfahrer
- Michael Kuen (Baumeister) (1610–1686), österreichischer Architekt
- Michael Kuen (Geistlicher) (1709–1765), deutscher katholischer Priester
- Otto Kuen (1910–1994), deutscher Lehrer, Musiker und Schriftsteller
- Paul Kuen senior (1878–1962), deutscher Blasmusikkomponist
- Paul Kuën (1910–1997), deutscher Opernsänger
- Walter Kuen (1901–1984), österreichischer Bildhauer